# Arthur Bodenmüller
Arthur Bodenmüller ist ein ehemaliger deutscher Skisportler, der im nordischen Skisport und im Biathlon aktiv war.

## Werdegang

### Skispringen
Sein internationales Debüt feierte Bodenmüller zum Auftakt der Vierschanzentournee 1957/58 am 29. Dezember 1957 in Oberstdorf. Dabei sprang er auf Rang 37. Nachdem er auch in Garmisch-Partenkirchen nur auf Rang 46 sprang, brach er die Tournee nach nur zwei Springen ab und erreichte am Ende Rang 49 der Tournee-Gesamtwertung. Auch bei der Vierschanzentournee 1958/59 startete er erneut  nicht bei allen Wettbewerben. Trotz dessen erreichte er nach einem 41. Platz in Oberstdorf, einem 40. Platz in Garmisch und einem 24. Platz in Innsbruck am Ende mit Rang 41 das beste Resultat in der Gesamtwertung im Laufe seiner aktiven Karriere. Nach einem Jahr internationaler Pause trat Bodenmüller zur Vierschanzentournee 1960/61 noch einmal in Oberstdorf an, konnte aber nach Rang 59 dort nur Rang 73 der Gesamtwertung belegen.

### Nordische Kombination
1965 wurde Bodenmüller Bayrischer Meister in der Nordischen Kombination.

### Skilanglauf
1969 gewann Bodenmüller die zweite Auflage des König-Ludwig-Laufs.

### Biathlon
Im Biathlon startete Bodenmüller bei den Biathlon-Weltmeisterschaften 1969 in Zakopane und erreichte im Einzel den 30. Rang.

## Erfolge

### Vierschanzentournee-Platzierungen
| Saison  | Platz | Punkte |
| ------- | ----- | ------ |
| 1957/58 | 49.   | 356,0  |
| 1958/59 | 41.   | 544,9  |
| 1960/61 | 73.   | 177,0  |